# Denk mit Kultur
DENK mit KULTUR ist eine Talk-Show des ORF.

## Die Sendung
In der Reihe DENK mit KULTUR spricht und musiziert Dialektsängerin Birgit Denk unter dem Motto Hochkultur trifft Popkultur in Heurigenatmosphäre mit je einem Gast aus dem Bereich der Hochkultur sowie der Populärkultur. Musikalisch unterstützt werden sie dabei von Denks Band. Das Publikum formuliert auf Denkzetteln vor der Sendung Fragen an die Sendungsgäste, welche von der Moderatorin vorgetragen und von den Sendungsgästen direkt beantwortet werden.
Die Sendung wird seit Samstag, dem 8. November 2014 ab 22.30 Uhr in ORF III ausgestrahlt. Die erste Staffel besteht aus sechs Sendungen, Start der zweiten Staffel war am 20. März 2015. Ab 16. Juli 2015 wurde die Sendung auf ARD-alpha im Rahmen von Alpha Österreich wiederholt.
Ab dem 17. September 2016 wurde die dritte Staffel auf ORF III ausgestrahlt. Die vierte Staffel startete am 6. Mai 2017.
Aufgezeichnet wurden die Sendungen der ersten beiden Staffeln beim Pfarrwirt im 19. Wiener Gemeindebezirk Döbling. Die dritte Staffel wurde in der Ottakringer Brauerei aufgezeichnet, die sechste Staffel wurde im Casino Baden und die 7. Staffel im Verkehrsmuseum Remise aufgezeichnet. Das Sendungskonzept ist von Inas Nacht inspiriert.

## Bisherige Sendungen

### 1. Staffel
- 8. November 2014: Schauspieler Gregor Seberg und Angelika Kirchschlager[11]
- 15. November 2014: Sängerin Eva Jantschitsch (Künstlername Gustav) und Volksoperndirektor und Schauspieler Robert Meyer[12]
- 22. November 2014: Schauspieler Gerald Votava und Opernsängerin Natalia Ushakova[13]
- 29. November 2014: Schauspielerin und Theaterintendantin Kristina Sprenger und Russkaja-Frontmann Georgij Makazaria[14]
- 6. Dezember 2014: Sänger Bobby Slivovsky (5/8erl in Ehr’n) und Violinistin Lidia Baich[15]
- 13. Dezember 2014: Schauspieler und Kabarettist Lukas Resetarits und Nestroy-Theaterpreisträgerin Raphaela Möst[16]

### 2. Staffel
- 20. März 2015: Schauspielerin Ulrike Beimpold und Musiker Norbert Schneider[3]
- 27. März 2015: Schauspielerin und Regisseurin Maria Happel und Schauspieler und Sänger Manuel Rubey[17]
- 3. April 2015: Pater Karl Josef Wallner (The Cistercian Monks of Stift Heiligenkreuz) und Schauspielerin Iréna Flury
- 10. April 2015: Opernsänger Kurt Rydl und Kabarettistin Nadja Maleh
- 17. April 2015: Kabarettist Thomas Stipsits und die Intendantin der Seefestspiele Mörbisch Dagmar Schellenberger
- 24. April 2015: Musiker Andy Baum und die Primaballerina der Wiener Staatsoper Olga Esina
- 1. Mai 2015: Schauspieler Otto Schenk und Musikerin Sabine Stieger
- 8. Mai 2015: Opernsängerin Elisabeth Kulman und Rapper Skero
- 29. Mai 2015: Schauspielerin Katharina Straßer und Musiker Julian le Play
- 5. Juni 2015: Kabarettist und Texter Joesi Prokopetz und die Harfenistin der Wiener Staatsoper Anneleen Lenaerts
- 12. Juni 2015: Schauspieler Wolfgang Böck und Schauspielerin Angelika Niedetzky
- 19. Juni 2015: Kammersänger Alfred Šramek und Sängerin Fatima Spar

### 3. Staffel
- 17. September 2016: Opernsänger Piotr Beczała und Schauspielerin Nina Proll
- 24. September 2016: Kontrabassist Georg Breinschmid und Schauspielerin und Sängerin Maria Bill
- 8. Oktober 2016: Liedermacher Ernst Molden und Moderatorin und Kabarettistin Verena Scheitz
- 15. Oktober 2016: Schauspielerin Adele Neuhauser und Musiker Thorsteinn Einarsson
- 22. Oktober 2016: Sängerin und Schauspielerin Marianne Mendt und Opernsänger Clemens Unterreiner
- 29. Oktober 2016: Museumsleiter Klaus Albrecht Schröder und Schauspielerin Daniela Golpashin
- 5. November 2016: Musical-Darsteller Drew Sarich und Schauspielerin Maxi Blaha
- 12. November 2016: Kammersänger Heinz Zednik und Sängerin Mira Lu Kovacs
- 19. November 2016: Sänger Willi Resetarits und Schauspielerin Ruth Brauer-Kvam
- 26. November 2016: Opernsänger Bo Skovhus und Singer- und Songwriterin Clara Luzia
- 10. Dezember 2016: DENKwürdige Momente (1/2)
- 17. Dezember 2016: DENKwürdige Momente (2/2)

### 4. Staffel
- 5. Mai 2017: Christina Stürmer und Adi Hirschal[6]
- 20. Mai 2017: Nikolaus Habjan und Dagmar Koller
- 27. Mai 2017: Gerhard Haderer und Yasmo
- 3. Juni 2017: Paul Pizzera und Daniela Fally
- 10. Juni 2017: Nadja Bernhard und Franz Adrian Wenzl
- 17. Juni 2017: Werner Schneyder und Verena Altenberger
- 1. Juli 2017: Thomas Gansch und Pia Hierzegger
- 8. Juli 2017: Adrian Eröd und Nicole Beutler[6]

### 5. Staffel
- 13. Oktober 2018: Viktor Gernot und Brigitte Kren[18]
- 20. Oktober 2018: Mirjam Weichselbraun und Wolfgang Puschnig[19]
- 27. Oktober 2018: Johannes Krisch und Stefanie Werger
- 10. November 2018: Serge Falck und Ankathie Koi
- 24. November 2018: Elfi Eschke und Voodoo Jürgens
- 1. Dezember 2018: Roland Düringer und Elisabeth Görgl
- 8. Dezember 2018: Gery Seidl und Hilde Dalik
- 15. Dezember 2018: Peter Rapp und Rebecca Horner

### 6. Staffel
- 15. November 2019: Klaus Eckel und Julia Cencig
- 22. November 2019: Dirk Stermann und Emmy Werner
- 29. November 2019: Semino Rossi und Lilian Klebow
- 6. Dezember 2019: Gerda Rogers und Schiffkowitz
- 13. Dezember 2019: Gunkl und Ina Regen
- 21. Dezember 2019: Alfons Haider und Edita Malovcic
- 18. Jänner 2020: Dietrich Siegl und Jazz Gitti
- 25. Jänner 2020: Elisabeth Engstler und Wolf Bachofner
- 8. Februar 2020: Miriam Fussenegger und Horst Chmela
- 15. Februar 2020: Eva Maria Marold und Roland Neuwirth

### 7. Staffel
- 14. Jänner 2021: Andreas Vitásek und Ingrid Thurnher
- 21. Jänner 2021: Armin Assinger und Monica Weinzettl
- 28. Jänner 2021: Barbara Karlich und Gert Steinbäcker
- 4. Februar 2021: Klaus Maria Brandauer und Stefanie Sargnagel
- 11. Februar 2021: Christoph Wagner-Trenkwitz und Petra Frey
- 18. Februar 2021: Jakob Seeböck und Andrea Händler
- 25. Februar 2021: Reinhold Bilgeri und Caroline Athanasiadis
- 4. März 2021: Reinhard Nowak und Erika Pluhar
- 11. März 2021: Florian Teichtmeister und Simone Kopmajer
- 18. März 2021: Gerti Drassl und Christopher Seiler